# Araukariowate

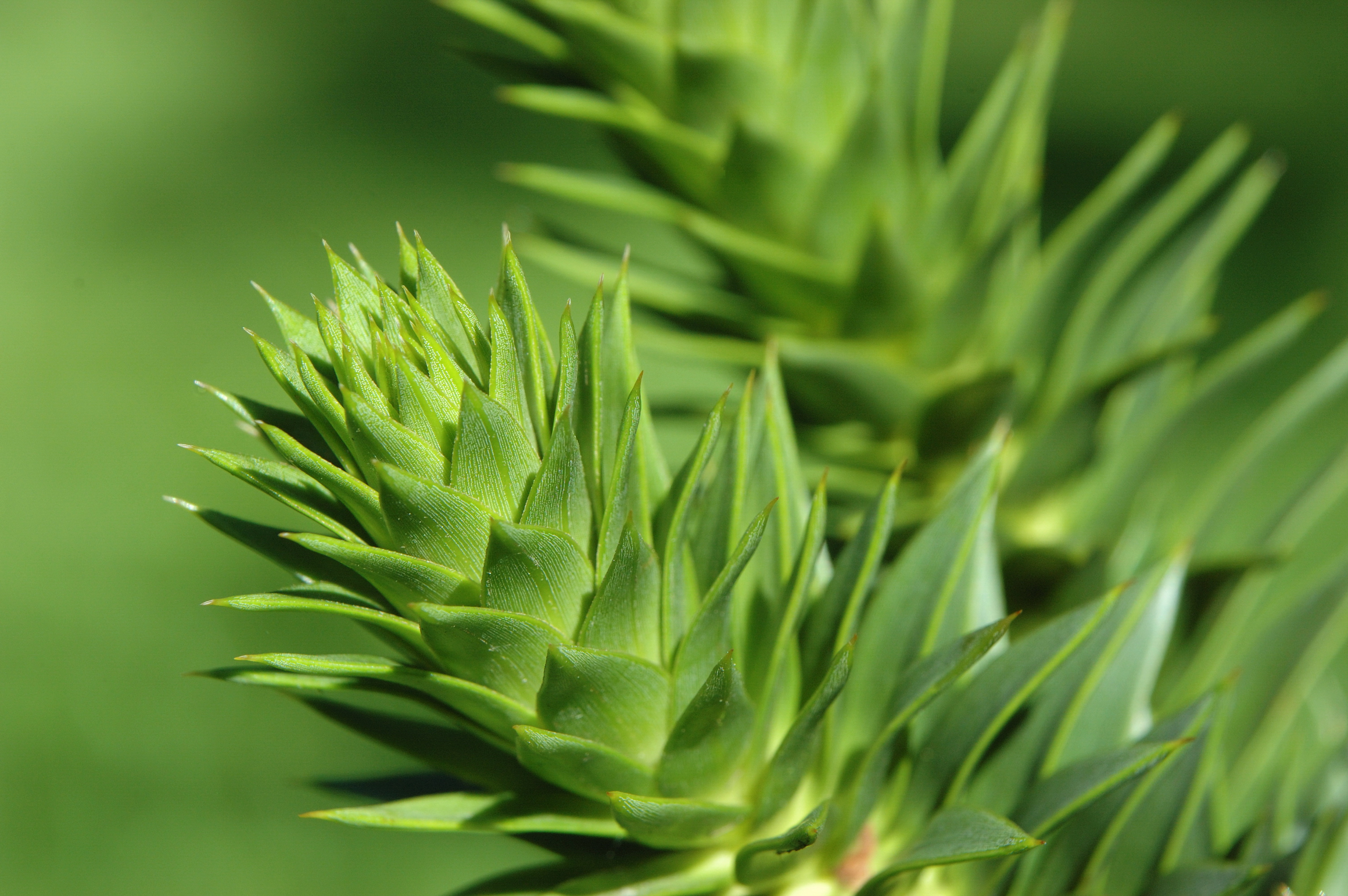
Liście araukarii chilijskiej

Araukariowate, igławowate (Araucariaceae Henkel & W. Hochst.) – rodzina roślin nagonasiennych, spokrewniona z zastrzalinowatymi (Podocarpaceae). Zaliczane są tu 42 gatunki skupione w trzech rodzajach: araukaria, agatis i wolemia. Rośliny te występują na półkuli południowej po obu stronach Oceanu Spokojnego. Przodkowie współczesnych araukariowatych odgrywali istotną rolę w lasach w mezozoiku, kiedy występowali także na półkuli północnej. Współcześnie drzewa te mają istotne znaczenie ze względu na wysoko cenione drewno. Liczne gatunki uprawiane są jako rośliny ozdobne w klimacie ciepłym. Nasiona araukarii brazylijskiej i Bidwilla są jadalne.

## Morfologia

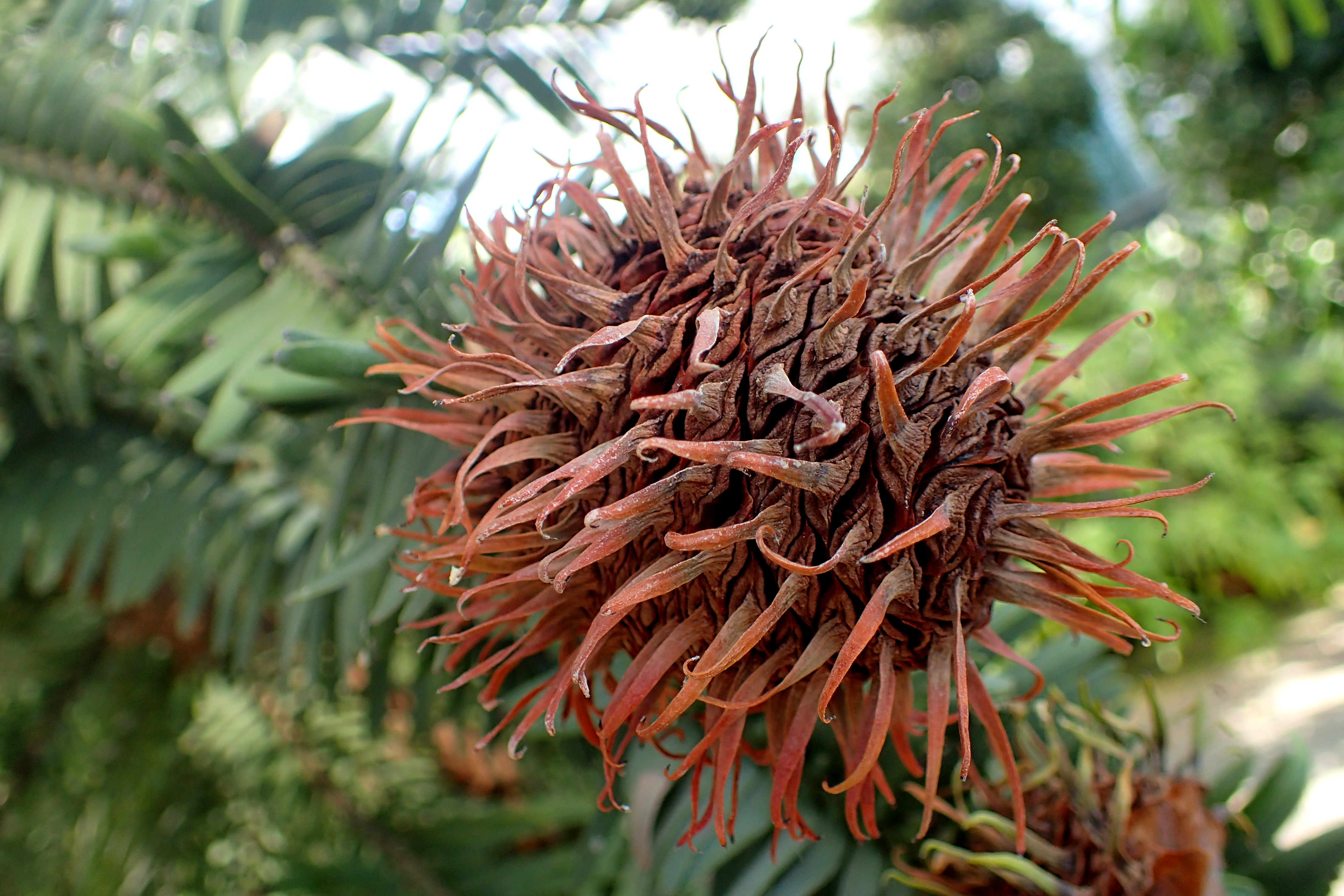
Szyszka wolemii

PokrójDrzewa o okółkowym ustawieniu gałęzi bocznych. Pień ma gruby rdzeń, a w cewkach występuje charakterystyczne jamkowanie (tzw. typu araukariowego).
LiścieWyrastają spiralnie wokół pędów i utrzymują się na nich przez wiele lat. Mają kształt od szpilkowatego (z jednym nerwem) do jajowatego (z użyłkowaniem równoległym). U roślin z rodzaju agatis liście osiągają do 15 cm długości i są wyraźnie ogonkowe.
KwiatyRozdzielnopłciowe i wiatropylne (rośliny są jedno- i dwupienne). Kwiaty męskie zebrane są w długie, walcowate szyszki (strobile), z licznymi, łuskowatymi mikrosporofilami. Na ich dolnej stronie znajdują się liczne (od 5 do 15), nie zrośnięte ze sobą mikrosporangia. Kwiaty żeńskie są łuskowate, zawierają pojedynczy zalążek leżący lub przyrośnięty do łuski nasiennej (tzw. ligula) ściśle zrośniętą z łuską wspierającą. Szyszki są kuliste i okazałe, nawet do 30 cm średnicy. Rozpadają się one po dojrzeniu na drzewie. Siewki mają cztery liścienie połączone parami.

## Systematyka i pochodzenie
Rodzina jest wraz z zastrzalinowatymi (Podocarpaceae) łączona jest w rząd araukariowców (Araucariales Gorozh., Lekts. Morf. Sist. Archegon.: 72 (1904)). Rząd ten łączony jest w jednym taksonie (podklasa Pinidae) wraz z sosnowcami (Pinales) i cyprysowcami (Cupressales). W innych ujęciach cała ta grupa opisywana jest jako rząd sosnowców (Pinales). Systematycy zgodnie przedstawiają w każdym razie araukariowate jako grupę siostrzaną zastrzalinowatych (w szerokim ich ujęciu).    
Rodzina pojawia się w zapisie kopalnym w późnym triasie (około 220 – 201 milionów lat temu) i była najbardziej zróżnicowana w jurze i kredzie (tj. między 200 i 66 milionami lat temu), po czym ich zróżnicowanie zostało znacznie ograniczone, co wiązane jest z wymieraniem kredowym. Rodzina wyewoluowała na Gondwanie i związana jest wciąż z półkulą południową, ale w czasie największej swojej ekspansji w mezozoiku jej przedstawiciele byli znaczącym komponentem lasów także na półkuli północnej. Ostatni wspólny przodek współczesnych araukariowatych żył w kredzie, kiedy to nastąpił podział na linię ewolucyjną prowadzącą do araukarii i grupę agathoid, w której z kolei ok. 65 milionów lat temu oddzieliła się linia prowadząca do wolemii a ok. 40 milionów lat temu oddzielił się najstarszy wciąż żyjący gatunek rodzaju agatis – agatis nowozelandzki. Ostatni wspólny przodek współczesnych araukarii datowany jest na okres 81–94 milionów lat temu, przy czym szereg gatunków z tego rodzaju występujących na Nowej Kaledonii jest wynikiem stosunkowo niedawnej specjacji, bowiem wszystkie one miały wspólnego przodka żyjącego 7–9 milionów lat temu.
Powiązania filogenetyczne rodziny w obrębie nagonasiennych
| araukariowce | \| \| araukariowate Araucariaceae \| \| \| \| \| \| zastrzalinowate Podocarpaceae \| \| \| \| |
|              | \| \| araukariowate Araucariaceae \| \| \| \| \| \| zastrzalinowate Podocarpaceae \| \| \| \| |
|              | cyprysowce Cupressales                                                                        |
|              |                                                                                               |
|              | araukariowate Araucariaceae                                                                   |
|              |                                                                                               |
|              | zastrzalinowate Podocarpaceae                                                                 |
|              |                                                                                               |

|  | araukariowate Araucariaceae   |
|  |                               |
|  | zastrzalinowate Podocarpaceae |
|  |                               |

| araukariowce | \| \| araukariowate Araucariaceae \| \| \| \| \| \| zastrzalinowate Podocarpaceae \| \| \| \| |
|              | \| \| araukariowate Araucariaceae \| \| \| \| \| \| zastrzalinowate Podocarpaceae \| \| \| \| |
|              | cyprysowce Cupressales                                                                        |
|              |                                                                                               |
|              | araukariowate Araucariaceae                                                                   |
|              |                                                                                               |
|              | zastrzalinowate Podocarpaceae                                                                 |
|              |                                                                                               |

|  | araukariowate Araucariaceae   |
|  |                               |
|  | zastrzalinowate Podocarpaceae |
|  |                               |

| araukariowce | \| \| araukariowate Araucariaceae \| \| \| \| \| \| zastrzalinowate Podocarpaceae \| \| \| \| |
|              | \| \| araukariowate Araucariaceae \| \| \| \| \| \| zastrzalinowate Podocarpaceae \| \| \| \| |
|              | cyprysowce Cupressales                                                                        |
|              |                                                                                               |
|              | araukariowate Araucariaceae                                                                   |
|              |                                                                                               |
|              | zastrzalinowate Podocarpaceae                                                                 |
|              |                                                                                               |

|  | araukariowate Araucariaceae   |
|  |                               |
|  | zastrzalinowate Podocarpaceae |
|  |                               |

| araukariowce | \| \| araukariowate Araucariaceae \| \| \| \| \| \| zastrzalinowate Podocarpaceae \| \| \| \| |
|              | \| \| araukariowate Araucariaceae \| \| \| \| \| \| zastrzalinowate Podocarpaceae \| \| \| \| |
|              | cyprysowce Cupressales                                                                        |
|              |                                                                                               |
|              | araukariowate Araucariaceae                                                                   |
|              |                                                                                               |
|              | zastrzalinowate Podocarpaceae                                                                 |
|              |                                                                                               |

|  | araukariowate Araucariaceae   |
|  |                               |
|  | zastrzalinowate Podocarpaceae |
|  |                               |

| araukariowce | \| \| araukariowate Araucariaceae \| \| \| \| \| \| zastrzalinowate Podocarpaceae \| \| \| \| |
|              | \| \| araukariowate Araucariaceae \| \| \| \| \| \| zastrzalinowate Podocarpaceae \| \| \| \| |
|              | cyprysowce Cupressales                                                                        |
|              |                                                                                               |
|              | araukariowate Araucariaceae                                                                   |
|              |                                                                                               |
|              | zastrzalinowate Podocarpaceae                                                                 |
|              |                                                                                               |

|  | araukariowate Araucariaceae   |
|  |                               |
|  | zastrzalinowate Podocarpaceae |
|  |                               |

| araukariowce | \| \| araukariowate Araucariaceae \| \| \| \| \| \| zastrzalinowate Podocarpaceae \| \| \| \| |
|              | \| \| araukariowate Araucariaceae \| \| \| \| \| \| zastrzalinowate Podocarpaceae \| \| \| \| |
|              | cyprysowce Cupressales                                                                        |
|              |                                                                                               |
|              | araukariowate Araucariaceae                                                                   |
|              |                                                                                               |
|              | zastrzalinowate Podocarpaceae                                                                 |
|              |                                                                                               |

|  | araukariowate Araucariaceae   |
|  |                               |
|  | zastrzalinowate Podocarpaceae |
|  |                               |

| araukariowce | \| \| araukariowate Araucariaceae \| \| \| \| \| \| zastrzalinowate Podocarpaceae \| \| \| \| |
|              | \| \| araukariowate Araucariaceae \| \| \| \| \| \| zastrzalinowate Podocarpaceae \| \| \| \| |
|              | cyprysowce Cupressales                                                                        |
|              |                                                                                               |
|              | araukariowate Araucariaceae                                                                   |
|              |                                                                                               |
|              | zastrzalinowate Podocarpaceae                                                                 |
|              |                                                                                               |

|  | araukariowate Araucariaceae   |
|  |                               |
|  | zastrzalinowate Podocarpaceae |
|  |                               |

| araukariowce | \| \| araukariowate Araucariaceae \| \| \| \| \| \| zastrzalinowate Podocarpaceae \| \| \| \| |
|              | \| \| araukariowate Araucariaceae \| \| \| \| \| \| zastrzalinowate Podocarpaceae \| \| \| \| |
|              | cyprysowce Cupressales                                                                        |
|              |                                                                                               |
|              | araukariowate Araucariaceae                                                                   |
|              |                                                                                               |
|              | zastrzalinowate Podocarpaceae                                                                 |
|              |                                                                                               |

|  | araukariowate Araucariaceae   |
|  |                               |
|  | zastrzalinowate Podocarpaceae |
|  |                               |

Podział rodziny na rodzaje
- Araucaria A.L. Jussieu – araukaria, igława
- Agathis R.A. Salisbury – agatis, damara, soplica
- Wollemia W.G. Jones, K.D. Hill et J.M. Allen – wolemia